# Puostijoki (naturreservat)
Puostijoki är ett naturreservat i Övertorneå kommun i Norrbottens län.
Området är naturskyddat sedan 2010 och är 1,5 kvadratkilometer stort. Reservatet omfattar en sträcka av ån Puostijoki med omgivande våtmarker och utmed ån gammal, lövrik granskog.